# مايفا كوك
مايفا كوك (بالفرنسية: Maëva Coucke)‏ (من مواليد 28 يونيو 1994) عارضة أزياء وحاملة لقب ملكة فرنسية بعدما توجت بمسابقة ملكة جمال فرنسا 2018. ومثلت فرنسا في مسابقة ملكة جمال العالم 2018 ، حيث احتلت المركز الثاني عشر. وكانت كوكي هي ثالث امرأة تمثل نور با دو كاليه تفوز بمسابقة ملكة جمال فرنسا بعد أربع سنوات من آخر ملكة جمال نور با دو كاليه فازت بمسابقة ملكة جمال فرنسا في ذلك الوقت وكانت إيريس ميتينير ، ملكة جمال فرنسا 2016 و ملكة جمال الكون 2016 فيما بعد.